# Emballonura raffrayana
Emballonura raffrayana är en fladdermusart som beskrevs av George Edward Dobson 1879. Emballonura raffrayana ingår i släktet Emballonura och familjen frisvansade fladdermöss. Inga underarter finns listade i Catalogue of Life. Wilson & Reeder (2005) skiljer mellan tre underarter.

## Utseende
Arten är med en kroppslängd (huvud och bål) av 38 till 58 mm, en svanslängd av 10,5 till 14 mm och en vikt av 4 till 10 g liten. Den har 38 till 47 mm långa underarmar, bakfötter som är cirka 6 mm långa och 11 till 17 mm stora öron. Honor är allmänt större än hannar och några populationer är större än andra. Typisk är långa mjuka hår som är vita vid roten och rödbruna till mörkbruna vid spetsen. Den ljus gråbruna undersidan har några vita hår inblandade och ibland är hårspetsarna vita. Flyghuden och kroppens nakna delar har en svartbrun färg. Hos Emballonura raffrayana är klorna vid bakfötterna först bruna och vid spetsen vita. Arten har avrundade öron och ganska stora ögon.

## Utbredning och ekologi
Denna fladdermus förekommer från Moluckerna över Nya Guinea till Salomonöarna. Den lever i låglandet och i bergstrakter upp till 1600 meter över havet. Individerna vilar bland annat i kalkstensgrottor och i gruvor. Där bildas kolonier med 10 till 30 medlemmar. Emballonura raffrayana jagar insekter som fångas under flyget eller plockas från blad.
Arten besöker under jakten öppna landskap intill skogarna och regionen vid trädens kronor. Vid gömstället hittas ofta blandade kolonier med andra arter från släktet Emballonura. Lätet som används för ekolokaliseringen är ungefär som hos släktet Hipposideros. Den andra delen har en frkvens av 40 till 50 kHz. Under fortplantningstiden registrerades flockar med hannar, honor och ungar. Honor med diande ungar upptäcktes i maj och juni.

## Hot
Regionala bestånd hotas av gruvdrift eller störningar vid viloplatsen. Hela populationen och utbredningen är stor. IUCN kategoriserar arten globalt som livskraftig.